# Persone di nome Earl
| Questa pagina contiene informazioni ricavate automaticamente dalle voci biografiche con l'ausilio del template Bio e di un bot. L'aggiornamento è periodico e automatico e ricostruisce completamente la pagina. Se manca una persona in questa lista, sei pregato di non aggiungerla, ma accertati piuttosto che la sua voce biografica contenga il template Bio e che i dati anagrafici siano correttamente compilati. Se il template Bio manca, inseriscilo tu stesso o, in alternativa, metti l'avviso {{tmp\|Bio}} che ne segnala la mancanza. Se i dati riportati sono sbagliati, correggi direttamente la voce biografica; le modifiche saranno visibili in questa lista entro pochi giorni. Per chiarimenti vedi il progetto antroponimi. La lista contiene solo le 102 persone che sono citate nell'enciclopedia e per le quali è stato implementato correttamente il template Bio. Pagina aggiornata al 22 giu 2025. |

Questa è una lista di persone presenti nell'enciclopedia che hanno il nome Earl, suddivise per attività principale.

## Allenatori di football americano(1)
- Curly Lambeau, allenatore di football americano e giocatore di football americano statunitense (Green Bay, n. 1898 - Sturgeon Bay, † 1965)

## Allenatori di pallacanestro(1)
- Tim Cone, allenatore di pallacanestro statunitense (Oregon, n. 1957)

## Animatori(1)
- Earl Hurd, animatore, regista e fumettista statunitense (Kansas City, n. 1880 - Burbank, † 1940)

## Arbitri di pallacanestro(1)
- Earl Strom, arbitro di pallacanestro statunitense (Pottstown, n. 1927 - Pottstown, † 1994)

## Astisti(1)
- Earl Bell, ex astista e allenatore di atletica leggera statunitense (Ancón, n. 1955)

## Astronomi(1)
- Earl C. Slipher, astronomo e politico statunitense (Mulberry, n. 1883 - Flagstaff, † 1964)

## Attori(7)
- Earl Boen, attore e doppiatore statunitense (Pueblo, n. 1941 - Honolulu, † 2023)
- Earl Cave, attore britannico (Londra, n. 2000)
- Earl Hindman, attore statunitense (Bisbee, n. 1942 - Stamford, † 2003)
- Earl Holliman, attore statunitense (Delhi, n. 1928 - Studio City, † 2024)
- Earl Metcalfe, attore e regista statunitense (Newport, n. 1889 - Burbank, † 1928)
- Earl Schenck, attore statunitense (Columbus, n. 1889 - Tahiti, † 1962)
- Earl Younger, attore britannico (Londra, n. 1955)

## Attori teatrali(1)
- Earl Carpenter, attore teatrale e cantante britannico (Southampton, n. 1970)

## Baritoni(1)
- Earl Wrightson, baritono e attore teatrale statunitense (Baltimora, n. 1916 - East Norwich, † 1993)

## Calciatori(2)
- Earl Barrett, ex calciatore inglese (Rochdale, n. 1967)
- Mark Stein, ex calciatore inglese (Città del Capo, n. 1966)

## Cantanti(3)
- Stephen Bishop, cantante, chitarrista e attore statunitense (San Diego, n. 1951)
- Earl Gulick, cantante statunitense (Brooklyn, n. 1888 - † 1945)
- Earl King, cantante e chitarrista statunitense (New Orleans, n. 1934 - † 2003)

## Cantautori(1)
- Earl Thomas Conley, cantautore statunitense (Portsmouth, n. 1941 - Nashville, † 2019)

## Cestisti(19)
- Earl Barron, ex cestista e allenatore di pallacanestro statunitense (Clarksdale, n. 1981)
- Earl Boykins, ex cestista statunitense (Cleveland, n. 1976)
- Earl Brown, ex cestista statunitense (Huntington Station, n. 1952)
- Earl Calloway, cestista statunitense (Atlanta, n. 1983)
- Earl Clark, cestista statunitense (Plainfield, n. 1988)
- Earl Cureton, cestista e allenatore di pallacanestro statunitense (Detroit, n. 1957 - Detroit, † 2024)
- Earl Evans, cestista statunitense (Port Arthur, n. 1955 - Edmond, † 2012)
- Earl Gardner, cestista e allenatore di pallacanestro statunitense (Lagoda, n. 1923 - Dayton, † 2005)
- Butch Graves, ex cestista statunitense (Scarsdale, n. 1962)
- Earl Jones, ex cestista statunitense (Oak Hill, n. 1961)
- Allen Kelley, cestista statunitense (Dearing, n. 1932 - Lawrence, † 2016)
- Earl Lloyd, cestista e allenatore di pallacanestro statunitense (Alexandria, n. 1928 - Crossville, † 2015)
- Earl Manigault, cestista statunitense (Charleston, n. 1944 - New York, † 1998)
- E.J. Rowland, cestista statunitense (Francoforte, n. 1983)
- Earl Shannon, cestista statunitense (Providence, n. 1921 - Warwick, † 2002)
- Scottie Thompson, cestista filippino (Padada, n. 1993)
- Earl Watson, ex cestista e allenatore di pallacanestro statunitense (Kansas City, n. 1979)
- Earl Watson, cestista statunitense (Fort Pierce, n. 1990)
- Earl Williams, ex cestista statunitense (Levittown, n. 1951)

## Chitarristi(2)
- Earl Hooker, chitarrista statunitense (Contea di Quitman, n. 1929 - Chicago, † 1970)
- Earl Klugh, chitarrista e compositore statunitense (Detroit, n. 1953)

## Dirigenti sportivi(1)
- Butch Buchholz, dirigente sportivo e ex tennista statunitense (Saint Louis, n. 1940)

## Fisiologi(1)
- Earl Wilbur Sutherland, fisiologo statunitense (Burlingame, n. 1915 - † 1974)

## Fotografi(1)
- Earl Theisen, fotografo statunitense

## Fumettisti(1)
- Earl Duvall, fumettista statunitense (n. 1898 - † 1969)

## Generali(1)
- Earl Van Dorn, generale statunitense (Contea di Claiborne, n. 1820 - Spring Hill, † 1863)

## Giocatori di baseball(1)
- Buddy Carlyle, ex giocatore di baseball e allenatore di baseball statunitense (Omaha, n. 1977)

## Giocatori di football americano(14)
- Thomas Booker, giocatore di football americano statunitense (Ellicott City, n. 1999)
- Earl Campbell, ex giocatore di football americano statunitense (Tyler, n. 1955)
- Dutch Clark, giocatore di football americano statunitense (Fowler, n. 1906 - Cañon City, † 1978)
- Earl Dotson, ex giocatore di football americano statunitense (Beaumont, n. 1970)
- Earl Girard, giocatore di football americano statunitense (Marinette, n. 1927 - Rochester Hills, † 1977)
- Earl Leggett, giocatore di football americano e allenatore di football americano statunitense (Palatka, n. 1933 - Raymond, † 2008)
- Earl McCullouch, ex giocatore di football americano, ostacolista e velocista statunitense (Clarksville, n. 1946)
- Heath Miller, ex giocatore di football americano statunitense (Richlands, n. 1982)
- Earl Mitchell, giocatore di football americano statunitense (Houston, n. 1987)
- Earl Morrall, giocatore di football americano statunitense (Muskegon, n. 1934 - Naples, † 2014)
- Earl Thomas, ex giocatore di football americano statunitense (Orange, n. 1989)
- Earl Watford, giocatore di football americano statunitense (Filadelfia, n. 1990)
- E.J. Wilson, ex giocatore di football americano statunitense (Emporia, n. 1987)
- Earl Wolff, giocatore di football americano statunitense (Raeford, n. 1989)

## Giuristi(1)
- Earl Warren, giurista e politico statunitense (Los Angeles, n. 1891 - Washington, † 1974)

## Golfisti(1)
- J.R. Smith, golfista e ex cestista statunitense (Freehold, n. 1985)

## Hockeisti su ghiaccio(1)
- Earl Ingarfield, ex hockeista su ghiaccio e allenatore di hockey su ghiaccio canadese (Lethbridge, n. 1934)

## Illustratori(1)
- Earl Moran, illustratore statunitense (Belle Plaine, n. 1893 - Santa Monica, † 1984)

## Ingegneri(1)
- Earl Bakken, ingegnere e imprenditore statunitense (Minneapolis, n. 1924 - Hawaii, † 2018)

## Mezzofondisti(2)
- Earl Eby, mezzofondista statunitense (Aurora, n. 1894 - Pottstown, † 1970)
- Earl Jones, ex mezzofondista statunitense (Chicago, n. 1964)

## Militari(1)
- Earl Hand, militare e aviatore canadese (Sault Sainte Marie, n. 1897 - Toronto, † 1954)

## Ostacolisti(1)
- Tommy Thomson, ostacolista canadese (Birch Hills, n. 1895 - Oceanside, † 1971)

## Paleontologi(1)
- Earl Douglass, paleontologo statunitense (Medford, n. 1862 - Salt Lake City, † 1931)

## Pianisti(2)
- Earl Hines, pianista statunitense (Duquesne, n. 1903 - Oakland, † 1983)
- Bud Powell, pianista e compositore statunitense (New York, n. 1924 - New York, † 1966)

## Piloti automobilistici(1)
- Earl Bamber, pilota automobilistico neozelandese (Whanganui, n. 1990)

## Politici(10)
- Earl Blumenauer, politico e avvocato statunitense (Portland, n. 1948)
- Earl Browder, politico e sindacalista statunitense (Wichita, n. 1891 - Princeton, † 1973)
- Buddy Carter, politico statunitense (Port Wentworth, n. 1957)
- Earl Dodge, politico statunitense (Revere, n. 1932 - Aurora, † 2007)
- Earl D. Eisenhower, politico statunitense (Abilene, n. 1898 - Scottsdale, † 1968)
- Earl Hilliard, politico statunitense (Birmingham, n. 1942)
- Earl Hutto, politico statunitense (Midland City, n. 1926 - Pensacola, † 2020)
- Ben Nelson, politico statunitense (McCook, n. 1941)
- Earl Pomeroy, politico statunitense (Valley City, n. 1952)
- Earl Ray Tomblin, politico statunitense (Contea di Logan, n. 1952)

## Rapper(3)
- DMX, rapper e attore statunitense (Mount Vernon, n. 1970 - White Plains, † 2021)
- E-40, rapper statunitense (Vallejo, n. 1967)
- Earl Sweatshirt, rapper, cantautore e produttore discografico statunitense (Chicago, n. 1994)

## Registi(3)
- Earl Bellamy, regista statunitense (Minneapolis, n. 1917 - Albuquerque, † 2003)
- Earl Carroll, regista, produttore teatrale e paroliere statunitense (Pittsburgh, n. 1893 - Aristes, † 1948)
- Erle C. Kenton, regista cinematografico statunitense (Norboro, n. 1896 - Glendale, † 1980)

## Saggisti(1)
- Earl Doherty, saggista canadese (n. 1941)

## Scrittori(3)
- Earl Derr Biggers, scrittore, giornalista e commediografo statunitense (Warren, n. 1884 - Pasadena, † 1933)
- Eando Binder, scrittore statunitense (Harkau, n. 1904 - † 1966)
- Earl Lovelace, scrittore e drammaturgo trinidadiano (Toco, n. 1935)

## Storici(1)
- Earl J. Hamilton, storico statunitense (Houlka, n. 1899 - Chicago, † 1989)

## Suonatori di banjo(1)
- Earl Scruggs, suonatore di banjo, chitarrista e compositore statunitense (Shelby, n. 1924 - Nashville, † 2012)

## Tastieristi(1)
- Earl Ball, tastierista, cantante e attore statunitense (Hattiesburg, n. 1941)

## Velocisti(1)
- Earl Young, ex velocista statunitense (San Fernando, n. 1941)

## Vescovi cattolici(2)
- Earl Alfred Boyea, vescovo cattolico statunitense (Pontiac, n. 1951)
- Earl Kenneth Fernandes, vescovo cattolico statunitense (Toledo, n. 1972)

## Senza attività specificata(1)
- Earl Hebner, statunitense (Richmond, n. 1949)